# 石作蜀

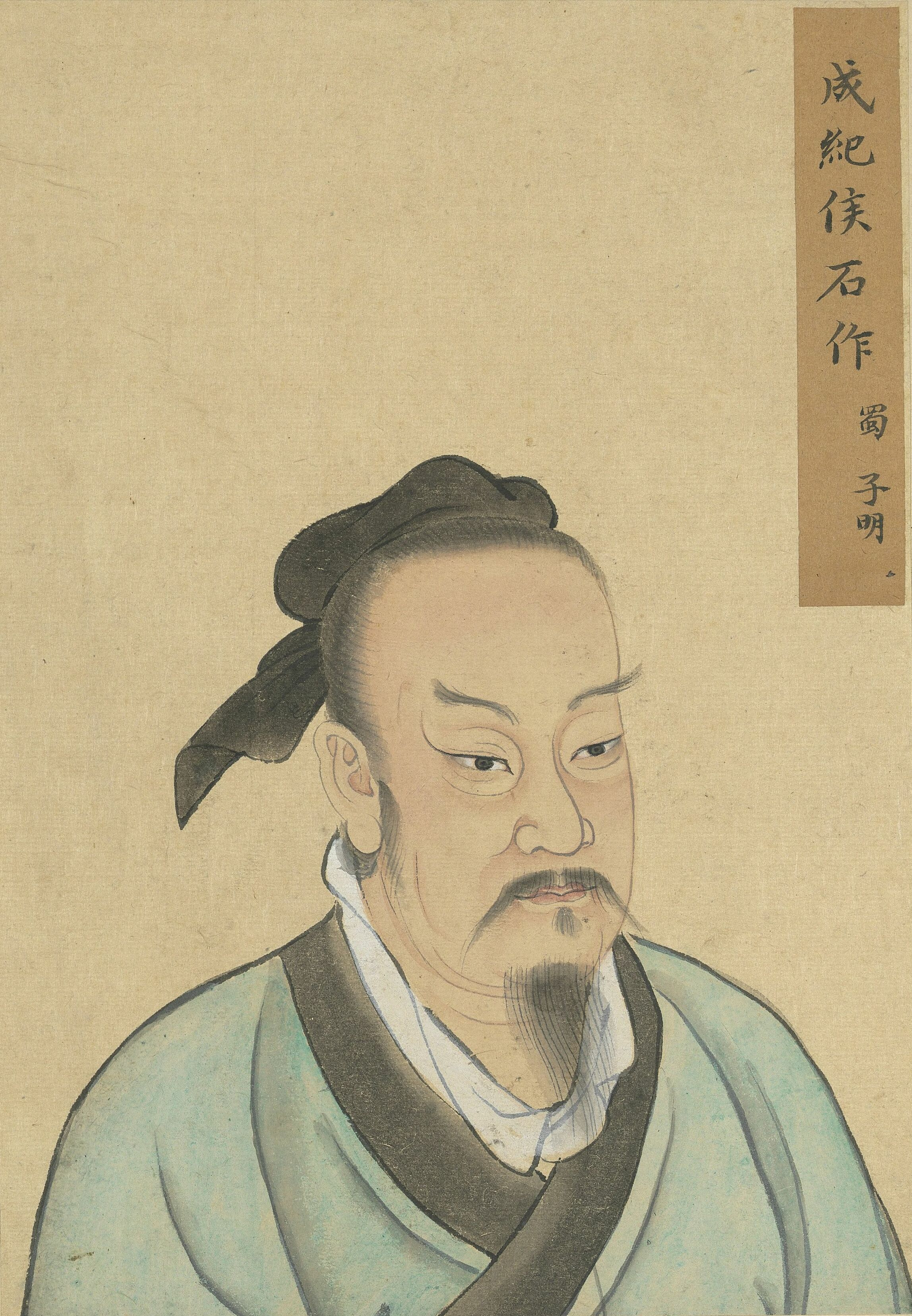
石作蜀

石作蜀（？—？），字子明，《孔子家语·弟子解》作石子蜀。春秋时期秦国人。孔子弟子。

## 生平
石作蜀仰慕孔子。成年后，不远万里到鲁國，投身孔子门下。

## 歷代追封
- 漢明帝永平十五年（72年）從祀孔廟。
- 唐玄宗開元二十七年（739年）封郈邑伯。
- 宋真宗大中祥符二年（1009年）封成紀侯。
- 明世宗嘉靖九年（1530年）封先賢石子，清朝改封先賢石作子。